# Harry Boot
Henry Albert Howard "Harry" Boot (29 juillet 1917 – 8 février 1983) est un physicien anglais qui — avec Sir John Randall et James Sayers — met au point le magnétron à cavité à grande puissance, une des clefs de la victoire des alliés dans la Seconde Guerre mondiale.

## Biographie
Harry Boot est né à Birmingham et intègre King Edward's School (Birmingham), puis l'Université de Birmingham où il obtient son baccalauréat en 1938. 
La guerre est déclarée alors qu'il travaille sur son Philosophiæ doctor. Son professeur, Marcus Oliphant, a vu le klystron à l'Université Stanford et espère que cet émetteur puisse produire un faisceau radar de plus courte longueur d'onde, de 10 cm ou moins. En effet, le radar développé par Robert Watson-Watt pour les Britanniques utilisent des ondes métriques demandant de larges antennes ce qui les rendent difficiles ou impossibles à utiliser sur des avions et des navires. 
Oliphant affecte Sir John Randall et Harry Boot à cette question. Le klystron utilisé manquant de puissance pour alimenter l'émetteur d'un radar et ne pouvant produire les ondes centimétriques désirées, ils se tournent vers le magnétron à anodes fendues qui existe déjà. À la fin de février 1940, ils améliorent le magnétron à cavités, que Hans Hollmann a breveté en 1935, et lui donne six cavités résonnantes, ce qui le rend beaucoup plus puissant mais surtout produisant une onde de 9,8 cm. En mai 1940 le dispositif est monté sur un radar expérimental. Plus tard, James Sayers améliore encore le magnétron en couplant les cavités de manière alternatives en 1941 ce qui permet d'obtenir une fréquence d'émission stable. 
De la même manière que plusieurs inventions d'origine britanniques de cette époque, le magnétron est donné gratuitement aux États–Unis au moment de leur entrée en guerre par la mission Tizard pour permettre une production à grande échelle de matériels que les Britanniques ne peuvent pas assurer étant donné les circonstances. Les sociétés américaines ont pu ainsi réaliser de gros profits grâce à cette invention non brevetée. En 1943, Boot et Randall reçoivent une récompense de 50 £ chacun pour « avoir contribué à la sécurité de la vie en mer », le prix RSA Thomas Gray Memorial. Ce n'est que plus tard, en 1946, qu'ils sont enfin dotés d'un prix de 36 000 £ pour leurs travaux, le prix de la Royal Commission Inventors. En 1958, ils reçoivent la médaille John Price Wetherill du Franklin Institute et en 1959, le prix John Scott de Pennsylvanie.
Boot obtient son doctorat en 1941. Après quelques travaux en physique nucléaire Boot revient aux magnétrons et construit un cyclotron à Birmingham après la guerre. En 1948 il rejoint une unité scientifique civile de la Royal Navy (Scientific Civil Service) où il reste jusqu'à la retraite. Il aime beaucoup naviguer, il possède lui-même deux bateaux à Salcombe (Devon, UK). Il meurt en 1983.